# Isle of Ewe
Die Isle of Ewe (schottisch-gälisch: Eilean Iùbh) ist eine schottische Insel im Loch Ewe, einer Bucht des Nordatlantiks. Das 309 ha (3,09 km²) große Eiland liegt westlich von Aultbea in der Grafschaft Ross and Cromarty im Highland. Die Küste der bis 72 m über den Meeresspiegel ragenden Insel ist sowohl von flachen Stränden als auch von Steilküsten geprägt. 2011 lebten sieben Personen auf Ewe.
Da Isle of Ewe an den Satz „I love you“ („Ich liebe dich“) erinnert, ist die Insel ein beliebtes Ausflugsziel für Touristen.
Die Insel ist zudem ein Schauplatz in dem Computerspiel Tales of Monkey Island und wird von dem schottischen Musiker Aidan Moffat besungen.

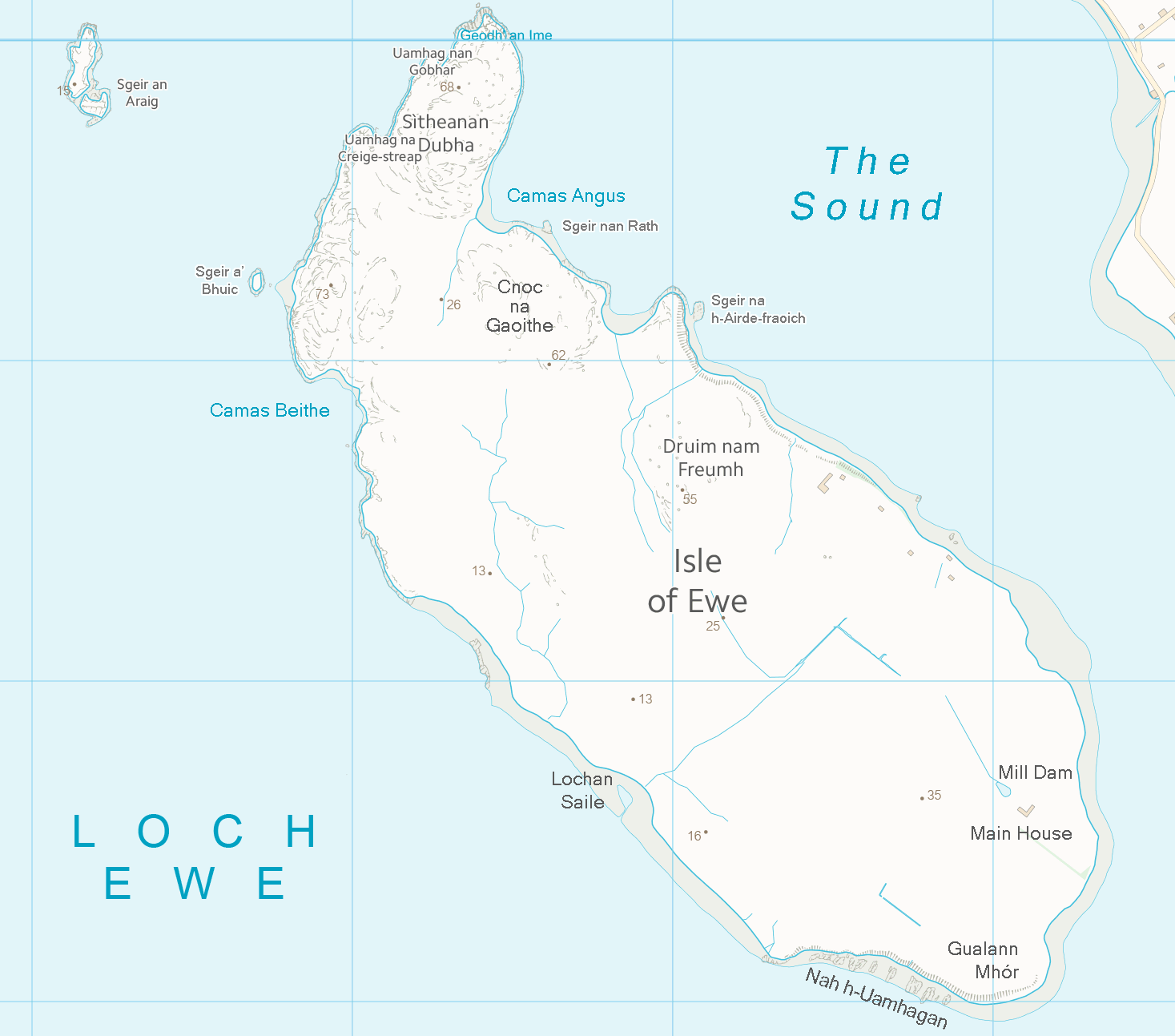
Isle of Ewe